# 桜塚やっくんのスケバン連合緊急集会
桜塚やっくんのスケバン連合緊急集会（さくらづかやっくんのスケバンれんごうきんきゅうしゅうかい）は、文化放送で2006年11月2日から2008年3月29日まで放送したラジオ番組。2007年7月からはiTunesでポッドキャスト配信されて全国で聴けるようになった。日本テレビ系「エンタの神様」の「スケバン恐子」でおなじみとなった桜塚やっくんの初めてのラジオ番組にして、初の冠番組。

## 概要
ウェブサイト上では動画でオンデマンド放送も提供している（ディレクター役は竹内幸輔）。しかし、2008年2月29日放送分の番組内で「3月21日で最終回」と終了の宣言をした（本来は翌週の3月28日までが放送枠だが、3月20日に埼玉西武ライオンズの開幕戦（対オリックス・バファローズ）が行なわれる関係で3月24日の週より平日はナイター編成となるため3月21日放送分が最終回となった）。しかし、実際の最終回は2008年3月29日（土曜日）の27時 - 28時の放送と3月21日の番組の最後で発言した。

## 放送時間
以下、JST（日本標準時）
- 2006年11月2日 - 2007年3月22日 木曜21:00 - 21:30

（2007年3月29日放送予定分は「文化放送ライオンズナイター」放送に伴い翌々日3月31日（土曜）18:30 - 19:00に移動して放送された。ちなみに移動されて放送されていた枠には前の週まで「流星倶楽部（ABCラジオ制作のラジオドラマ）」が放送されていた）
- 2007年4月2日（4月3日未明） - 9月24日（9月25日未明） 月曜25:00 - 25:30（火曜1:00 - 1:30）
- 2007年10月5日 - 2008年3月21日 金曜21:00 - 21:30

（2007年11月23日は特番「電撃15年祭・前夜祭でまず1発!」放送のため休止）

## 主題歌
動画やポッドキャストでは配信されない。楽曲はゲストが来た時以外、桜塚やっくんの楽曲しかかけない、と徹底している。
- オープニングテーマ楽曲：桜塚やっくん「1000%SOざくね?」
- エンディングテーマ楽曲：桜塚やっくん「あの娘ぼくがロングシュート決めたらどんな顔するだろう」（2007年7月16日～）

## コーナー
- 緊急テレホン会議
リスナーに直接電話で悩みを聞く、お悩み相談コーナー。リスナーらが考えたリスナーへの質問「激マジ心理テスト」も展開。2007年1月に一旦終了したが、2007年7月9日に再開。
- マブダチの輪
文化放送のラジオパーソナリティが主に登場。ゲストコーナー（月曜日に時間移動後葉タイトルを言わなくなった）。初回のゲストはK太郎
- スケバン連合 がっかりNo.1
2007年4月2日開始。やっくんにシバイてもらたい、がっかりした出来事を紹介。BGMは「ゲキマジムカツク」。
- スケバンのオキテ
2007年4月2日～7月9日。自分の掟をランキング形式でベスト3発表。

## 番組スポンサー
- 番組開始から月曜25:00放送までは、ドクターシーラボの子会社「ラボラボ」が提供していた（2007年2月 - 4月までこれに富士急ハイランドが追加提供していた）。
- 金曜21:00へ移動してからは決まったスポンサーがなく、スポットCMでウイークリーマンション東京のCMは流れていた。
  - ウイークリーマンション東京が降板後は再春館製薬所の痛散湯（漢方薬）の通販スポットが多い。
- 2008年3月放送分はスポットCMもなく、ノースポンサーで放送されている。